# Tylecodon fergusoniae
Tylecodon fergusoniae är en fetbladsväxtart som först beskrevs av Harriet Margaret Louisa Bolus, och fick sitt nu gällande namn av Gordon Douglas Rowley. Tylecodon fergusoniae ingår i släktet Tylecodon och familjen fetbladsväxter. Inga underarter finns listade i Catalogue of Life.